# Rewolucyjna Partia Pracowników
Rewolucyjna Partia Pracowników (port. Partido Revolucionario dos Trabalhadores, PRT) – trockistowska portugalska partia polityczna. Została założona w lutym 1975 r. Jej organem prasowym była Combate Socialista.
PRT zbliżona była do (ale nie była członkiem) Czwartej Międzynarodówki.
W 1978 roku połączyła się z Partią Rewolucyjnego Socjalizmu.